# آرتور فاندرستویفت
آرتور فاندرستویفت (انگلیسی: Arthur Vanderstuyft؛ ۲۳ دسامبر ۱۸۸۳ – ۶ مه ۱۹۵۶ (aged 72)) ورزشکار دوچرخه‌سواری پیست اهل بلژیک بود.
وی در مسابقات کشوری و بین‌المللی در مجموع برندهٔ ۱ مدال نقره، ۲ مدال برنز شده‌است.